# 聯邦快遞聖裘德經典賽
聯邦快遞聖裘德經典賽 （FedEx St. Jude Classic）是美國高爾夫球PGA巡迴賽的賽事之一，於每年六月在田納西州孟菲斯舉行。聯邦快遞聖裘德經典賽自1958年開始舉辦，最早的名稱是孟菲斯公開賽。聯邦快遞聖裘德經典賽自1989年開始就一直將TPC Southwind作為比賽場地。 

## 外部連結
- 官方网站
- History of Vernon Bell co-founding the event （页面存档备份，存于）
- Coverage on PGA Tour's official site （页面存档备份，存于）
- St. Jude Children's Research Hospital （页面存档备份，存于）
- TPC Southwind

35°03′22″N 89°46′41″W / 35.056°N 89.778°W